# Gouécké
Gouécké est une ville de Guinée et une sous-préfecture de la préfecture de Nzérékoré.